# Anim +
 (novembre 2012).
Si vous disposez d'ouvrages ou d'articles de référence ou si vous connaissez des sites web de qualité traitant du thème abordé ici, merci de compléter l'article en donnant les références utiles à sa vérifiabilité et en les liant à la section « Notes et références ».
Anim + était une émission de télévision française pour la jeunesse diffusée sur France 2 de 1999 à 2000. Elle diffusait des dessins animés coproduits par la chaîne.

## Programmes

### Dessins animés diffusés
- Capitaine Fracasse
- Princesse du Nil
- Princesse Shéhérazade
- Norman Normal

## Diffusion
Elle était diffusée le samedi vers 7 h 50.